# Sami Aldeeb

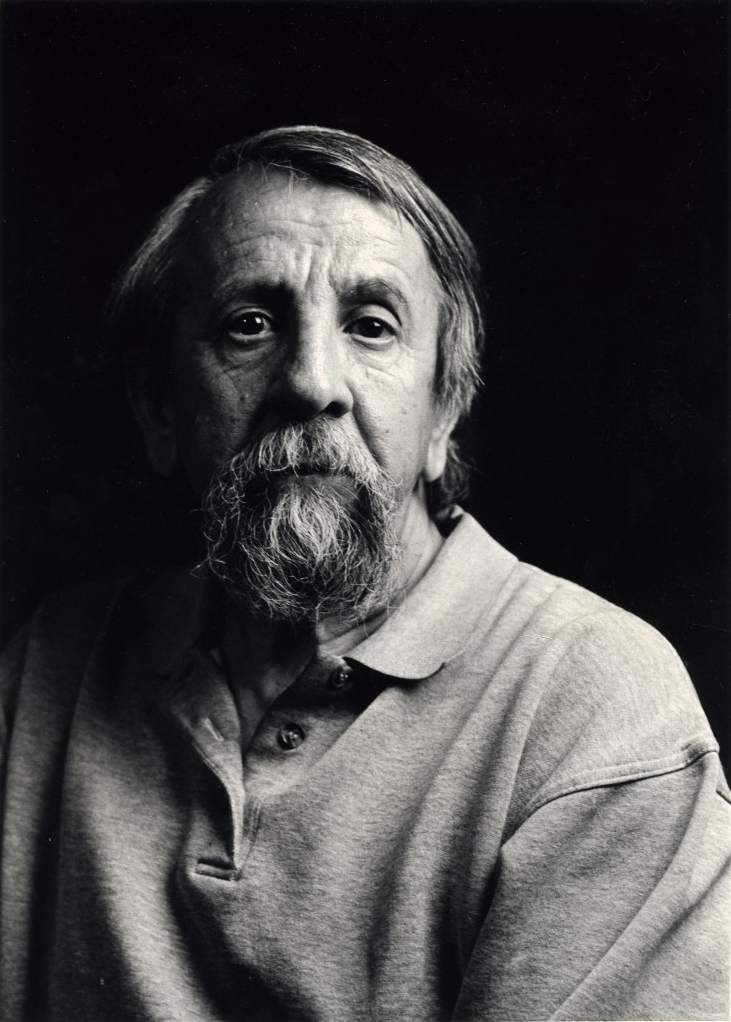
Sami Aldeeb en 2011

Sami Aldeeb (5 de septiembre de 1949, Zababdeh, cerca de Yenín, Cisjordania) es un jurista palestino de nacionalidad suiza.

Fue responsable del departamento de Derecho Árabe y Musulmán en el Instituto Suizo de Derecho Comparado, desde 1980 hasta 2009. Dirige el Centro de Derecho Árabe y Musulmán y enseña en varias universidades de Suiza, Francia e Italia.

Es autor de numerosos libros y artículos sobre Derecho árabe y musulmán. Entre sus obras más notables, se encuentra publicada en 2008 una edición bilingüe del Corán (en árabe y francés) restituyendo el texto mediante la clasificación de los suras en orden cronológico según Azhar, con referencias a las variaciones, a las derogaciones y a las escrituras judías y cristianas. En la actualidad prepara una edición similar en italiano e inglés. También tradujo la Constitución suiza al árabe para la Confederación.

## Biografía
Nacido en una familia de campesinos cristianos, en Zababdeh, cerca de Yenín, asistió a la escuela primaria en su pueblo natal (1956-61) antes de asistir al Seminario Menor del Patriarcado Latino de Jerusalén en Bet-Jala, cerca de Belén (1961-65). Lo dejó cuatro años más tarde, para aprender el oficio de sastrería en la Escuela Técnica de los Padres Salesianos de Belén (1965-1968). Practicó el oficio de sastre en Yenín y, al mismo tiempo, trabajó para el Comité Internacional de la Cruz Roja. En 1970 terminó su madurez literaria en Yenín, de forma autodidacta, y logró obtener una beca de estudios por parte de la Obra de San Justino en Friburgo, para estudiar en Suiza.

Recibió su licenciatura en Derecho por parte de la Universidad de Friburgo en abril de 1974, con mención cum laude, y se inscribió de manera simultánea para un doctorado en Derecho en Friburgo, y para uno en Ciencias Políticas en el Instituto Universitario de Estudios Internacionales de Ginebra. En enero de 1976, se graduó en Ciencias Políticas en Ginebra, con mención honorífica. Su tesis fue titulada: "El derecho de los pueblos a la libre determinación, estudio analítico de la doctrina marxista-leninista y de la posición soviética" (ver publicaciones). Luego pasó un año en Egipto investigando para su tesis doctoral, titulada "El impacto de la religión en el sistema legal, el caso de Egipto, los no musulmanes en los países islámicos" (ver publicaciones). Defendió su tesis en diciembre de 1978 en la Facultad de Derecho de Friburgo, con mención summa cum laude, su promoción se llevó a cabo después de la publicación de la tesis el 14 de noviembre de 1979. Durante sus estudios se benefició de una beca de la Obra de San Justino en Friburgo (1970-1977), y otra beca de la Confederación Suiza (1977-1979).

Durante su estancia en Egipto (1976-77), entrevistó a cuarenta personalidades egipcias, y tiene la intención de publicar estas entrevistas en un futuro próximo.

Fue funcionario federal en el Instituto Suizo de Derecho Comparado de Lausana, del 1 de noviembre de 1980 al 31 de diciembre de 2009, como responsable del departamento de derecho árabe y musulmán. Como parte de su trabajo, estableció cientos de dictámenes jurídicos y opiniones legales para las autoridades suizas y extranjeras, tribunales, abogados, empresas y particulares en las áreas de derecho familiar, derecho sucesorio, derecho penal y derecho comercial. Gracias a sus viajes por los países árabes, se creó en el Instituto Suizo de Derecho Comparado la mejor colección académica sobre derecho árabe y musulmán que existe en Europa Occidental hasta la fecha.

En el marco de sus actividades con la Confederación, viajó a los siguientes países, para adquirir libros y mantener contactos con colegios de abogados y centros de investigación: Marruecos (4 veces), Argelia (2 veces), Túnez (5 veces), Libia (3 veces), Egipto (9 veces), Sudán (1 vez), Jordania (4 veces), Líbano (2 veces), Siria (3 veces), Irak (1 vez), Irán (1 vez), Baréin (2 veces), Kuwait (2 veces), Emiratos Árabes Unidos (2 veces), Omán (2 veces), Palestina / Israel (7 veces), Yemen del Sur (1 vez), Yemen del Norte (2 veces), Catar (1 vez), y Arabia Saudita (2 veces).

En mayo de 2009, abrió su propio Centro de Derecho árabe y musulmán. El Centro ofrece los siguientes servicios: asesoría jurídica, conferencias, traducciones, investigaciones y cursos sobre el derecho árabe y musulmán, y las relaciones entre los musulmanes y Occidente, así como apoyo a estudiantes e investigadores.

El 29 de junio de 2009, recibió su Habilitación para Dirigir Investigaciones (HDR) de la Universidad de Burdeos, con la mención de "Muy honorable y con felicitaciones por unanimidad." En febrero de 2010, obtuvo el título de "Profesor de Universidades", otorgado por el CNU, en las secciones 1 (derecho privado) y 15 (árabe).

Se naturalizó como suizo el 11 de mayo de 1984. Está casado y tiene dos hijas.

## Cursos y Conferencias
Sami Aldeeb es profesor de Derecho árabe y musulmán en varias universidades: el Instituto de Derecho Canónico de Estrasburgo (1985-1991), la Facultad de Derecho y Ciencias Políticas de Aix-en-Provence (desde 2005), la Facultad de Derecho de Palermo (desde 2007), el CERISDI de Palermo (desde 2007), la Facultad Internacional de Derecho Comparado de Estrasburgo (desde 2007), la Facultad de Derecho de Trento (desde 2010), la Facultad de Derecho de Cergy-Pontoise (desde 2010), la Facultad de Derecho de Grenoble (desde 2010), y la Facultad de Teología de Lugano (desde 2011). También ha impartido cientos de conferencias en diferentes países.

## Reconocimientos
15 de noviembre de 1981: Premio Vigener de la Facultad  de Derecho de Friburgo, por su tesis doctoral.

21 de noviembre de 2009: Elegido académico de "Studium - Accademia di Casale e del Monferrato per l'Arte, la Letteratura, la Storia, le Scienze e le Varie Umanità".

## Compromisos
Sami Aldeeb se define como cristiano. No cree, sin embargo, en la revelación divina en su concepto tradicional, y no la define como "la palabra de Dios para el hombre", sino como "la palabra del hombre acerca de Dios". Se concibe a sí mismo como secular y lucha a favor de los derechos humanos y en contra de la circuncisión masculina y femenina, la matanza ritual de animales, los cementerios religiosos, la pena de muerte y la violencia, temas en torno a los cuales giran sus escritos y conferencias (ver las publicaciones). Está a favor de un solo Estado democrático y laico en Palestina/Israel, y rechaza tanto al Estado de Israel como al Estado de Palestina, calificándolos a ambos como entidades discriminatorias. Afirma que el Corán fue escrito por un rabino. Tomó partido en contra de la construcción de minaretes en Suiza, afirmando que la Constitución garantiza el derecho a rezar y no a gritar.

## Publicaciones
Sami Aldeeb es un autor prolífico. Entre sus publicaciones destacan una treintena de libros y más de 200 artículos sobre Derecho árabe y musulmán, en distintos idiomas, está la lista en su Curriculum vitae. Algunas de sus publicaciones están disponibles gratuitamente en su página web y en la página Sribd.com. Aquí está la lista de sus obras:
- Le Coran, texte arabe et traduction française par ordre chronologique avec renvoi aux variantes, aux abrogations et aux écrits juifs et chrétiens, Createspace (Amazon), Charleston, 2e édition, 2016, 462 pages
- The Koran: Arabic text with the English translation in chronological order according to the Azhar with reference to variations, abrogations and Jewish and Christian writings, Createspace (Amazon), Charleston, 2016, 474 pages
- Il Corano: Testo arabo e traduzione italiana: per ordine cronologico secondo l’Azhar con rinvio alle varianti, alle abrogazioni ed agli scritti ebraici e cristiani, Createspace (Amazon), Charleston, 2017, 440 pages
- Koran in Arabic in chronological order: Koufi, Normal and Koranic orthographies with modern punctuation, references to variations, abrogations and ... and stylistic mistakes (Arabic Edition) (Arabic) Paperback – Large Print, April 29, 2016, 626 pages
- Al-Akhta' al-lughawiyyah fi al-Qur'an al-karim: Linguistic Errors in the Holy Koran (Arabic Edition) (Arabic) Paperback – Large Print, January 2, 2017, 500 pages
- La Fatiha et la culture de la haine: Interprétation du 7e verset à travers les siècles, Createspace (Amazon), Charleston, 2014, 120 pages
- Zakat, corruption et jihad : Interprétation du verset coranique 9:60 à travers les siècles, Createspace (Amazon), Charleston, 2015, 125 pages
- Alliance, désaveu et dissimulation : Interprétation des versets coraniques 3:28-29 à travers les siècles, Createspace (Amazon), Charleston, 2015, 245 pages
- Nulle contrainte dans la religion: Interprétation du verset coranique 2:256 à travers les siècles, Createspace (Amazon), Charleston, 2015, 201 pages
- Le jihad dans l’islam: Interprétation des versets coraniques relatifs au jihad à travers les siècles, Createspace (Amazon), Charleston, 2016, 254 pages
- Le droit des peuples à disposer d’eux-mêmes, étude analytique de la doctrine marxiste-léniniste et de la position soviétique, polycopié, IUHEI, 1976, 276 pages.
- Discriminations contre les non-juifs tant chrétiens que musulmans en Israël, Pax Christi, Lausanne, Pâques 1992, 36 pages.
- Le droit musulman de la famille et des successions à l’épreuve des ordres juridiques occidentaux, Sami Aldeeb et Andrea Bonomi (éd.), Publications de l’Institut suisse de droit comparé, Schulthess, Zürich, 1999, 353 pages.
- Les sanctions en droit musulman: passé, présent et avenir, Cahiers de l’Orient chrétien 6, CEDRAC (USJ), Beyrouth, 2007, 110 pages.
- Demain les islamistes au pouvoir? Conception musulmane de la loi et son impact en Occident, Association culturelle du Razès, Montréal d’Aude (France), 2009, 174 pages
- Discriminations contre les non-juifs tant chrétiens que musulmans en Israël, Pax Christi, Lausanne, Pâques 1992, 36 pages
- Non-musulmans en pays d’Islam: cas de l’Egypte, Createspace (Amazon), Charleston, 2e édition, 2012, 422 pages
- Les musulmans face aux droits de l’homme: religion & droit & politique, étude et documents, Verlag Dr. Dieter Winkler, P.O.Box 102665, D-44726 Bochum, 1994, 610 pages
- Les mouvements islamistes et les droits de l’homme, in Herausforderungen Historisch-politische Analysen, Winkler, Bochum, 1998, 128 pages: Winkler
- Avenir des musulmans en Occident: cas de la Suisse, Createspace (Amazon), Charleston, 2e édition, 2012, 142 pages
- Cimetière musulman en Occident: Normes juives, chrétiennes et musulmanes, Createspace (Amazon), Charleston, 2e édition, 2012, 140 pages
- Circoncision masculine et féminine: Débat religieux, médical, social et juridique, Createspace (Amazon), Charleston, 2e édition, 2012, 528 pages
- Circoncision: Le complot du silence, Createspace (Amazon), Charleston, 2e édition, 2012, 194 pages
- Droit musulman et modernité: diagnostiques et remèdes, Createspace (Amazon), Charleston, 2014, 80 pages
- Introduction au droit arabe: droit de la famille et des successions, droit pénal, droit médical, droit socio-économique, Createspace (Amazon), Charleston, 2e édition, 2012, 534 pages
- Introduction au droit musulman: Fondements, sources et principes, Createspace (Amazon), Charleston, 2e édition, 2012, 470 pages
- L’Islam et la destruction des statues: Étude comparée sur l’art figuratif en droit juif, chrétien et musulman, Createspace (Amazon), Charleston, 2015, 108 pages
- Le changement de religion en Egypte, Createspace (Amazon), Charleston, 2013, 56 pages
- Le contrat d’entreprise en droit arabe: cas de l’Égypte: avec les dispositions des principaux codes arabes en différentes langues, Createspace (Amazon), Charleston, 2e édition, 2012, 318 pages
- Les musulmans en Occident entre droits et devoirs, Createspace (Amazon), Charleston, 2e édition, 2012, 244 pages
- Les successions en droit musulman: cas de l’Egypte: présentation, versets coraniques et dispositions légales, Createspace (Amazon), Charleston, 2e édition, 2012, 116 pages
- Manuel de droit musulman et arabe, Createspace (Amazon), Charleston, 2e édition, 2012, 292 pages
- Mariages mixtes avec des musulmans: Cas de la Suisse avec modèle de contrat en six langues, Createspace (Amazon), Charleston, 2e édition, 2012, 56 pages
- Projets de constitutions islamiques et déclarations des droits de l’homme dans le monde arabo-musulman, Createspace (Amazon), Charleston, 2e édition, 2012, 216 pages